# 単雄信

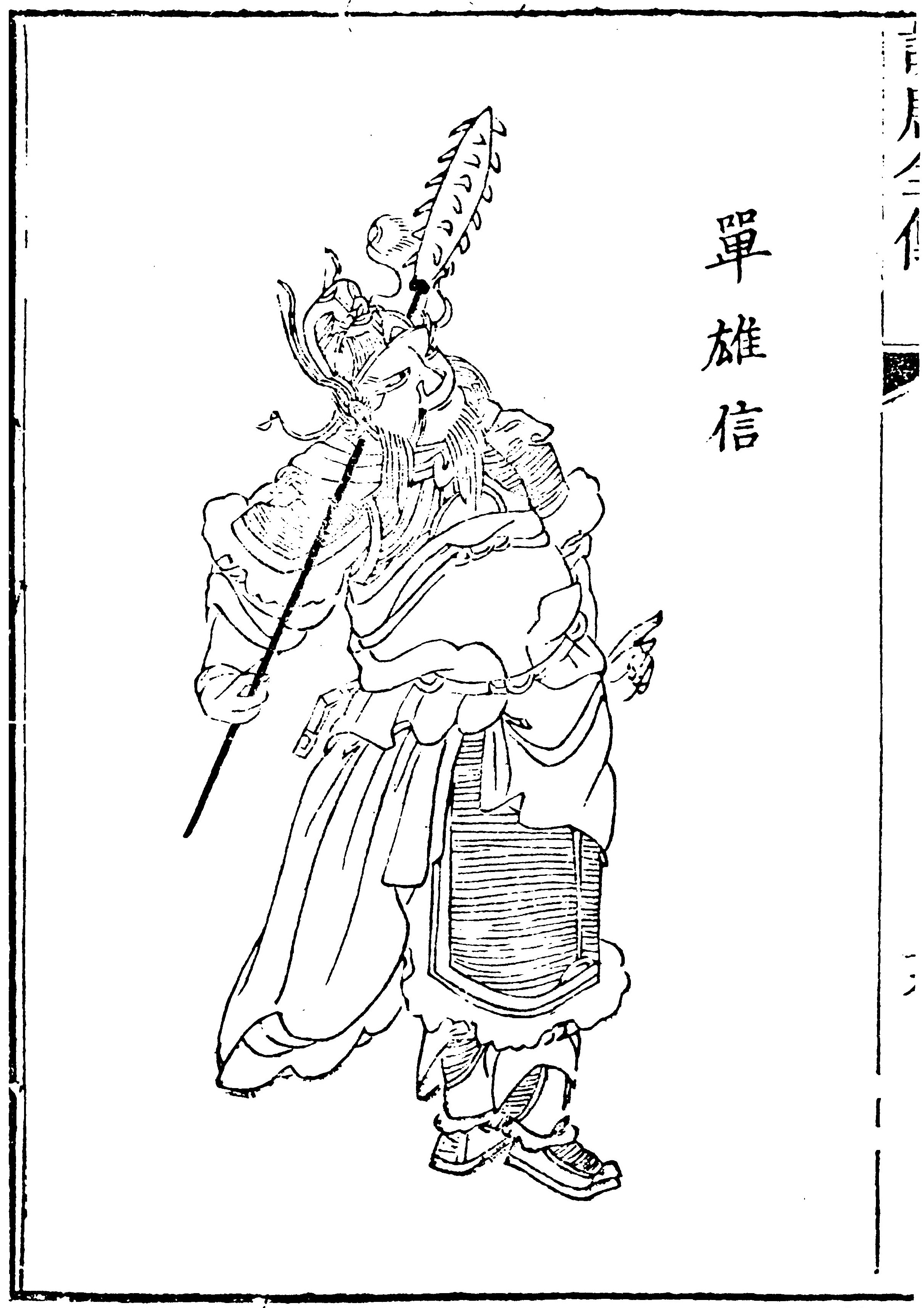
単雄信

単 雄信（ぜん ゆうしん、581年 - 621年）は、中国の隋末唐初の人物。本貫は曹州済陰県。

## 生涯
616年、翟譲が隋に反抗して叛乱を起こすと、単雄信は徐世勣とともに翟譲の軍に投じた。騎兵突撃用の長槍（槊）を用いるのを得意として「飛将」と号された。617年、李密が魏公となると、左武候大将軍に任ぜられた。
618年、李密が偃師で大敗すると、単雄信は王世充に帰順して大将軍となった。621年、李世民が東都（洛陽）を攻撃すると、単雄信はこれを迎撃して唐軍の李世民本陣に肉薄した。勇戦したが唐軍に捕らえられ、洛水の渚の上で斬られた。享年は41。

## 伝記資料
- 『旧唐書』巻53 列伝第3「単雄信伝」
- 『新唐書』巻84 列伝第9「単雄信伝」